# Styloteleia nigricincta
Styloteleia nigricincta är en stekelart som först beskrevs av Alan Parkhurst Dodd 1915.  Styloteleia nigricincta ingår i släktet Styloteleia och familjen Scelionidae. Inga underarter finns listade i Catalogue of Life.